# ای‌آر-ای۰۰۰۰۰۲
ای‌آر-ای۰۰۰۰۰۲ (انگلیسی: AR-A000002) یک داروی آنتاگونیست گیرنده ۱ بی سروتونین است که بیش از ۱۰ برابر بیشتر گیرنده ۱ دی سروتونین برای 5-HT1B انتخابی است. این دارو سبب افزایش پایدار سطح سروتونین در مغز شده و در مدل‌های حیوانی، خواص ضداضطراب داشته‌است.